# Георги Йомов
Георги Йомов (роден на 6 юли 1997 г. в София) е български футболист, който играе като полузащитник. Йомов е внук на легендарния бивш футболист на Левски (София) Тодор Барзов.

## Кариера
Юноша на Левски София от 2006. През 2015 преминава в школата на Славия София, след като баща му заплаща 37 000 лева за правата му. Играе като дясно и ляво крило или атакуващ полузащитник, но се справя и като нападател. Дебютира за Славия София на 21 февруари 2016 при нулевето равенство с Черно море, а първи гол бележи на 2 април 2016 при победата с 3:0 над Монтана. Печели купата на България за сезон 2017/18 след като бележи решителната дузпа срещу Левски София във финала на турнира. Изиграва общо 111 мача за белите с 16 гола и 20 асистенции. На 17 август 2020 слага подпис под договор с ЦСКА. Дебютира на 22 август 2020 при победата с 2:1 над Ботев Враца. Носител на купата на България за сезон 2020/21. Печели трето място в анкетата за футболист на годината за 2021. На 27 август 2022 става ясно, че пробата му след двубоя с Македония Северна Македония е положителна и е наказан за срок от 4 години. Напуска тима след изтичане на договора в края на сезон 2022/23. 
Изиграва 7 мача с 4 гола за националния отбор на България до 17 години, 1 мач за този до 19 години и 5 мача за този до 21 години.

## Допинг скандал
На 27 август 2022 година, в медиите в България излиза новина, че Йомов е дал положителна проба за допинг, след двубоя с Македония-Гьорче Петров от Лигата на конференциите. Правата на състезателя са спрени за 90 дни, до снемането на показания от всички страни.

От клуба  пишат в специално изявление:
| „ | На 25.08., няколко часа преди мача с "Базел", ЦСКА получи писмо от Антидопинговата комисия на УЕФА за открито забранено вещество в организма на Георги Йомов. Пробата от урина беше взета на 28.07. след домакинската среща с "Гьорче Петров". Поради изискванията за конфиденциалност от УЕФА, не можем да разкрием коя е въпросната субстанция. | “ |

На 15 март 2023 г. УЕФА излезе с решение да спре спортните права на Георги Йомов за период от 4 години. Наказанието се счита за влязло в сила от 25.08.2022 г. Георги Йомов ще обжалва решението пред КАС.
На 22 февруари 2024 г. Йомов губи делото, което води срещу наказанието си от 4 години, така няма състезателни права до 25 август 2026 година.

## Успехи
Славия (София)
- Купа на България (1): 2018

 ЦСКА (София)
- Купа на България (1): 2021

- Футболист №3 на България за 2021 г. – церемония „Футболист на годината“